# 布熱斯科
布熱斯科是波蘭的城鎮，位於該國南部，距離首府克拉科夫50公里，由小波蘭省負責管轄，面積11.73平方公里，海拔高度200米，該地區自公元前8300年有人類居住，2006年人口16,827。

## 外部連結
- Official town website （页面存档备份，存于）
- Jewish Community in Brzesko （页面存档备份，存于） on Virtual Shtetl
- Map via mapa.szukacz.pl （页面存档备份，存于）

49°58′N 20°37′E / 49.967°N 20.617°E